# Voxtorps socken, Jönköpings län
Voxtorps socken i Småland ingick i Östbo härad i Finnveden, ingår sedan 1971 i Värnamo kommun i Jönköpings län och motsvarar från 2016 Voxtorps distrikt.
Socknens areal är 113,27 kvadratkilometer, varav land 88,50. År 2000 fanns här 1 892 invånare. Tätorten Bor  samt kyrkbyn Voxtorp med sockenkyrkan Voxtorps kyrka ligger i socknen. 

## Administrativ historik
Voxtorps socken har medeltida ursprung.
Vid kommunreformen 1862 övergick socknens ansvar för de kyrkliga frågorna till Voxtorps församling och för de borgerliga frågorna till Voxtorps landskommun.  Landskommunen inkorporerades 1952 i Bors landskommun  som 1971 uppgick i Värnamo kommun.
1 januari 2016 inrättades distriktet Voxtorp, med samma omfattning som församlingen hade 1999/2000.  
Socknen har tillhört samma fögderier och domsagor som Östbo härad. De indelta soldaterna tillhörde Jönköpings regemente, Östbo kompani.

## Geografi
Voxtorps socken ligger sydost om Värnamo vid sjöarna Furen, Flåren och Hindsen med en rullstensås som går mitt i socknen från norr till söder. Socknen är en kuperad skogstrakt med mossar i nordost.

## Fornlämningar
Tre hällkistor och ett tiotal bosättningar från stenåldern, några gravrösen från bronsåldern och fyra järnåldersgravfält finns eller har funnits här. En runristning vid Ed är känd, liksom en ruinkulle efter en medeltidsborg .

## Namnet
Namnet (1236 Oauxthorp), taget från kyrkbyn, har som förledet en variant av mansnamnet  Ovagh och efterledet torp, nybygge.
Före 1940 skrevs socknen även Våxtorps socken.

### Fotnoter
1. 1 2 3  Svensk Uppslagsbok Voxtorps socken
2. 1 2  Harlén, Hans; Harlén Eivy (2003). Sverige från A till Ö: geografisk-historisk uppslagsbok. Stockholm: Kommentus. Libris 9337075. ISBN 91-7345-139-8
3. ↑  Administrativ historik för Voxtorp socken (Klicka på församlingsposten). Källa: Nationella arkivdatabasen, Riksarkivet.
4. ↑  Indelta soldater, torp och rotar i Jönköpings län Arkiverad 24 januari 2012 hämtat från the Wayback Machine. Jönköpingsbygdens Genealogiska Förening
5. 1 2  Sjögren, Otto (1931). Sverige geografisk beskrivning del 2 Östergötlands, Jönköpings, Kronobergs, Kalmar och Gotlands län. Stockholm: Wahlström & Widstrand. Libris 9939
6. 1 2 3  Nationalencyklopedin
7. ↑  Fornlämningar, Statens historiska museum: Voxtorps socken, Jönköpings län
8. ↑  Fornminnesregistret, Riksantikvarieämbetet: Voxtorps socken, Jönköpings län Fornminnen i socknen erhålls på kartan genom att skriva in sockennamn (utan "socken") i "Ange geografiskt område"